# Ciaramella
La ciaramella o pipita è uno strumento musicale popolare aerofono della famiglia degli oboi con ancia doppia, cameratura conica e senza chiavi.

## Etimologia
Il termine ciaramella, deriva dal diminutivo tardo latino calamellus, al femminile calamilla e calamella, derivante a sua volta dalla parola latina calamus e greca kàlamos, cioè "canna". Nei vari dialetti italiani prende i nomi di ciaramedda, cornetta, totarella, trombetta, bìfara, pipìta; in còrso prende il nome di cialamella, cialamedda o cialumbella.

## Descrizione

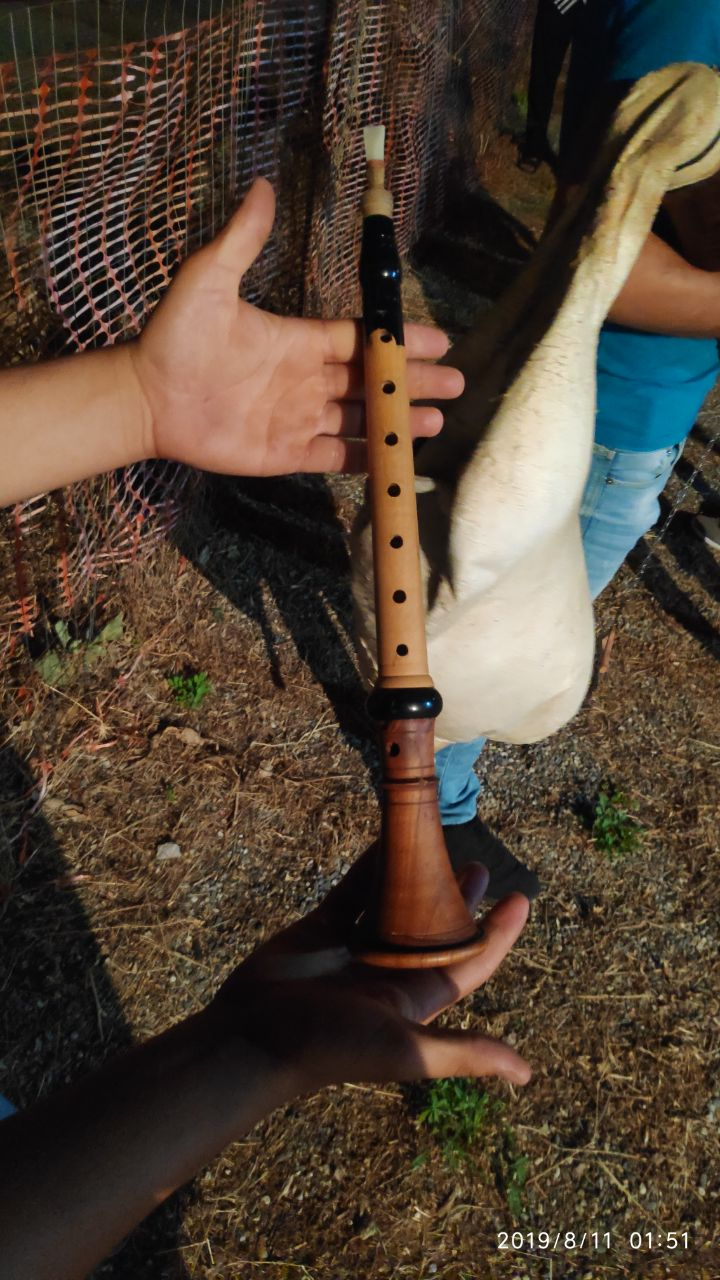
Pipita calabrese (2019)

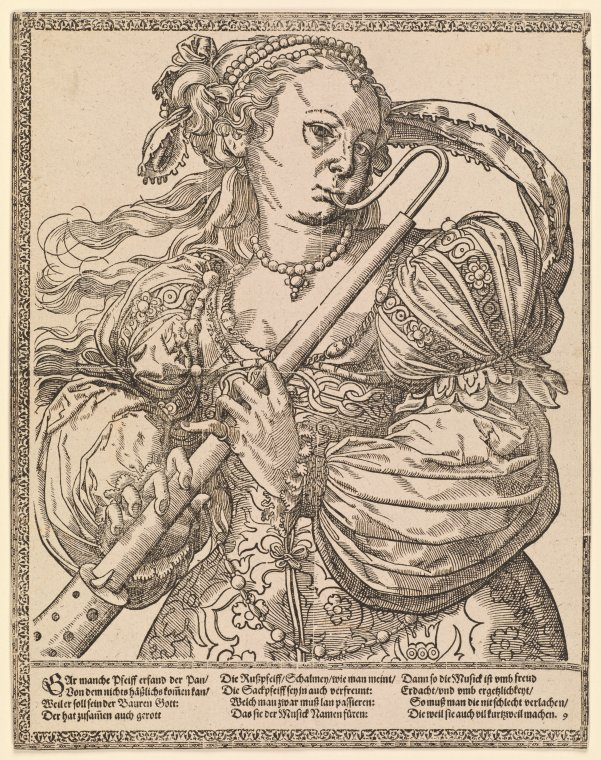
Donna che suona una bombarda tenore, (Tobias Stimmer c. 1500)

Questo strumento musicale popolare è diffuso in tutto il Centro-sud Italia, ma il termine in alcune aree, come ad esempio ciarammella nell'Alta Sabina o ciaramedda in Calabria, in Sicilia e in Salento designa la zampogna; questo perché sembra che la zampogna stessa sia nata dall'accostamento di due ciaramelle alle quali nell'età dell'Impero Romano è stato aggiunta una riserva d'aria tramite un otre (nel Medioevo saranno aggiunti infine i bordoni).
La doppia ancia, assai lunga, viene tenuta fra le labbra; il foro del fuso è conico e la campana terminale è ampiamente svasata. Raramente è suonata come strumento solista. Generalmente si suona assieme alla zampogna. Si usa anche l'accostamento alla zampogna di due ciaramelle, suonate o da una coppia di suonatori o contemporaneamente dallo stesso suonatore (ciaramella doppia); quest'ultimo utilizzo è tipico dell'area lucana. In Calabria, la ciaramella fa anche parte delle "bande piluse" o fanfare, che includono anche una sezione ritmica. L'accostamento tra zampogna e ciaramella è diffuso grazie agli zampognari itineranti che portano la novena di Natale. Originariamente l'uso non era legato al solo contesto pastorale e natalizio, ma apparteneva ai più vari contesti.
A questi strumenti Giovanni Pascoli dedica una composizione, Le Ciaramelle appunto, nella raccolta di poesie Canti di Castelvecchio.

## Storia
Con il termine ciaramella (shawm in inglese, Schalmei in tedesco, chalemie in francese) si indica il soprano della famiglia delle bombarde. Questo strumento per tutto il medioevo viene utilizzato come discantus nell'ensemble dell'alta cappella.
La differenza tra ciaramella e bombarda consiste principalmente nella presenza in quest'ultima di una chiave, parzialmente celata da una fontanella con funzione protettiva ed estetica, necessaria per suonare la nota più grave dello strumento. Questa distinzione viene mantenuta fino al XVII secolo, come testimonia il trattato Syntagma musicum di Michael Praetorius ed applicata a tutte le altre taglie della famiglia delle bombarde.